# Ranten
Ranten é um município da Áustria, situado no distrito de Murau, no estado da Estíria. Tem 52,41 km² de área e sua população em 2019 foi estimada em 1.164 habitantes.